# Русска Правда (газета)
«Русска Правда» — популярний місячник, виходив у Відні 1888-92 (з 1889 двотижневик), видаваний москвофільськими буковинськими діячами; видавець і редактор Г. Купчанко, пізніше К. Козаркевич (1891—1892). Вийшло 68 чисел; у 1893 «Руську Правду» замінила «Православная Буковина».